# النشيد الوطني الليبي
يا بلادي أو ليبيا، ليبيا، ليبيا هو النشيد الرسمي للمملكة الليبية منذ عام 1955 (تاريخ فوز مؤلف النشيد الشاعر التونسي البشير العريبي بجائزة مسابقة النشيد الوطني الليبي) إلى انقلاب 1969 في ليبيا. وأُعيد استخدامه من قبل المعارضة في ليبيا في بدايات ثورة 17 فبراير عام 2011، وبالرغم من أن الإعلان الدستوري الذي صدر في 2011 لم ينص عليه إلا أن أجزاء من النشيد تستخدم حالياً من قبل عدة جهات في دولة ليبيا.

## 17 فبراير
عاد استخدام النشيد إثر ثورة الشعب الليبي على نظام معمر القذافي في فبراير 2011 حيث رفع الثوار علم الاستقلال وأنشدوا نشيد الاستقلال منذ أوائل أيام الثورة.

## وصلات خارجية
- استماع لنشيد الاستقلال الليبي على يوتيوب
- موسيقى نشيد المملكة الليبية على يوتيوب